# Gutershofer Weiher
Der Gutershofer Weiher ist ein vom Regierungspräsidium Tübingen am 3. Februar 1989 durch Verordnung ausgewiesenes Naturschutzgebiet auf dem Gebiet der Gemeinde Attenweiler im Landkreis Biberach. 

## Lage und Beschreibung
Das Naturschutzgebiet Gutershofer Weiher liegt ca. 1,5 Kilometer südwestlich der Ortschaft Attenweiler zwischen den Ortschaften Schammach und Gutershofen. Das Gebiet gehört zum Naturraum Riß-Aitrach-Platten.
Es umfasst den (von einem Zufluss des Mühlbachs durchflossenen) Weiher und dessen Verlandungsbereich und die Uferzone. Dort befinden sich unter anderem verbrachte Nasswiesen und im Nordwesten ein Gehölzstreifen.
Das Naturschutzgebiet wird komplett von einem Teilgebiet des FFH-Gebiets Wälder bei Biberach überlagert.

## Schutzzweck
Wesentlicher Schutzzweck ist laut der Schutzgebietsverordnung „die Erhaltung des Weihers und seiner Verlandungszone als Laichgewässer für Amphibien, sowie als Lebensraum für Libellen und die stark bedrohten Fledermäuse. Das Gebiet dient ferner als Brutbiotop, Nahrungsraum und Rastplatz für seltene und geschützte Vogelarten.“